# Рукав Десенка
Рукав Десенка — річка в Україні, у Шосткинському та Новгород-Сіверському районах Сумської і Чернігівської областей. Ліва притока Десни (басейн Дніпра).

## Опис
Довжина 15 км, похил річки — 0,17 м/км. Площа басейну 818 км².

## Розташування
Бере початок за 3,5 км на південному заході від Українсько-російського кордону. Тече переважно на південний захід і на північному заході від Очкиного впадає у річку Десну, ліву притоку Дніпра.